# مری راجرز
مری راجرز (۱۱ ژانویه ۱۹۳۱–۲۶ ژوئن ۲۰۱۴) آهنگساز، نویسنده و فیلمنامه‌نویس آمریکایی بود، مشهورترین رمانش Freaky Friday، به عنوان پایه فیلم ۱۹۷۶ ساخته شد، و همچنین فیلمنامه آن را نوشت. به عنوان سه نسخه دیگر معروف‌ترین نمایش‌های موزیکال اوOnce Upon a Mattress وThe Mad Show بود، و او آهنگ‌هایی را در آلبوم بچه‌های موفق مارلو توماس به نام Free to Be... You and Me ارائه داد.

## اوایل زندگی
راجرز در شهر نیویورک متولد شد. او دختر آهنگساز ریچارد راجرز و همسرش، دوروتی بل (نامزد فاینر) بود. او یک خواهر خانم لیندا اموری داشت. وی در مدرسه برلی در منهتن تحصیل کرد و در کالج ولزلی در رشته موسیقی ادامه تحصیل داد.
وی از ۱۶ سالگی شروع به نوشتن موسیقی کرد و فعالیت حرفه ای خود را با نوشتن آهنگ‌هایی برای Little Golden Records آغاز کرد که آلبوم‌هایی برای کودکان با آهنگ‌های سه دقیقه ای بود. یکی از این ضبط‌ها، علی بابا و ۴۰ دزد، که در سال ۱۹۵۷ منتشر شد، شامل اجرای آهنگ‌های مینگ راجرز با آهنگساز سامی کان توسط بینگ کراسبی بود. او همچنین موسیقی را برای تلویزیون ساخت.

## حرفه
اولین موزیکال کامل او Once Upon a Mattress، اولین همکاری او با ترانه‌سرای مارشال بارر بود.

## زندگی شخصی
اولین شوهر او، که در دسامبر ۱۹۵۱ با او ازدواج کرد، وکیل جولیان بی. بیتی، جونیور بود. آنها صاحب سه فرزند شدند، تود، نینا و کیم بیتی. ازدواج آنها در سال ۱۹۵۷ پایان یافت. او و شوهر دومش، هنری گوتل، مجری فیلم، صاحب سه پسر شدند، متیو (درگذشت ۱۹۶۶)، آدام، آهنگساز تئاتر موسیقی برنده جایزه تونی و هنری که در اکتبر ۲۰۱۳ در ۸۵ سالگی درگذشت.
مری راجرز مدیر سازمان راجرز و همرشتاین و عضو هیئت مدیره ASCAP بود. وی همچنین چندین سال به عنوان رئیس مدرسه جولیارد خدمت کرد.

### مرگ
راجرز در ۲۶ ژوئن ۲۰۱۴ بر اثر نارسایی قلبی در خانه اش در منهتن درگذشت.